# Eva Jospin
Eva Jospin (geboren 1975 in Paris) ist eine französische Bildhauerin. Ihre Skulpturen und Reliefs sind aus Wellpappe geschichtet und geschnitten. Ihr wiederkehrendes Motiv sind der Wald, bestehend aus zahlreichen Stämmen, Ästen und Zweigen, und phantastische Architekturen.  Eva Jospin studierte an der École nationale supérieure des beaux-arts de Paris. 2015 erhielt sie den Prix de l’Académie des Beaux-Arts und ein Stipendium für einen Aufenthalt in der Villa Médicis in Rom. Ihr künstlerischer Durchbruch war eine monumentale Installation im quadratischen Innenhof des Louvre (cour carrée). Seitdem wurden ihr Werke in bedeutenden internationalen Ausstellungen in Amerika, Europa und Frankreich gezeigt, derzeit im  Museo Fortuny in Venedig, in der Orangerie des Versailler Schlosses und der Galleria continua in Paris.  
In Deutschland widmete sich ihr eine Ausstellung im Museum Pfalzgalerie Kaiserslautern, in Österreich im Kunsthaus Kollitsch in Klagenfurt und in den Niederlanden im Noordbrabants Museum in ’s-Hertogenbosch.
Sie lebt in Paris. Ihr Vater ist der frühere französische Premierminister und unglückliche Präsidentschaftskandidat von 2002 Lionel Jospin.
| Personendaten    | Personendaten            |
| ---------------- | ------------------------ |
| NAME             | Jospin, Eva              |
| KURZBESCHREIBUNG | französische Bildhauerin |
| GEBURTSDATUM     | 1975                     |
| GEBURTSORT       | Paris                    |